# Đoạn (thực vật học)
Trong thực vật học, đoạn (Latinh: sectio, viết tắt: sect.) là một bậc phân loại dưới chi, nhưng trên loài. Phân chi, nếu có, xếp trên đoạn và loạt, nếu có, nằm dưới đoạn. Đoạn có thể được chia làm nhiều phân đoạn.
Đoạn thường được dùng để phân loại các chi rất lớn, có thể lên tới hàng trăm loài. Nhà thực vật học khi muốn phân biệt các nhóm loài có thể tạo đơn vị phân loại tại cấp đoạn hoặc loạt để tránh tạo ra nhiều danh pháp hai phần mới cho các loài có liên quan.
Ví dụ:
- Lilium sectio Martagon Rchb. là loa kèn Thổ Nhĩ Kỳ.
- Plagiochila aerea Taylor là loài điển hình thuộc chi Plagiochila đoạn Bursatae.